# 中村実三
中村 実三（なかむら じつぞう、明治38年（1905年） - 昭和52年（1977年）10月27日）は、日本の政治家。元境町会議員、境港町議会議員、境港市議会議員。長年にわたって市漁業（協）組合長、交通安全協会長として漁業振興や交通安全に貢献した。境港市長中村勝治の父。

## 経歴
1947年 境町会議員当選。1951年境町会議員当選。1954年9月 境港町議会議員当選。
1958年8月 境港市議会議員当選。1960年9月 第5代境港市議会議長就任。1962年8月 境港市議会議員当選。
1966年8月 境港市議会議員当選。1970年8月 境港市議会議員当選。

## 人物像

### 宗教
昭和14年（1939年）公布の宗教団体法による「宗教結社台帳」には「生長の家 境誌友会 浜ノ町 代表者 東地治作 会員 五〇名 渡四〇名 境 中村実三 中村俊三 荒木泰世 渡 角智道」となっている。

### ボート
昭和22年（1947年）県立境中学校（吉灘好栄校長）に端艇部が創設され、新艇海王号を大津市桑野造船所から購入して練習を始めた。町議西尾万吉、中村実三が発起人となり、境中学校端艇部後援会を組織し、絶大な支援を続けた。

### その他
中村は青年の頃トラック運送を始めた。矢倉節子著『わが人生双六』166頁に「中村実三氏、西岡茂十氏といった境町の血気盛んな青年達がトラック運送を初め、境町も次第に自動車社会に突入して行きました」とある。

## 賞
- 昭和35年（1960年）11月3日、｢勤続表彰｣（職・市議会議員、事由・一三年、住所・明治町）[9]。
- 昭和42年（1967年）11月3日、｢勤続表彰｣（職・市議会議員、事由・二〇年、住所・明治町）[10]。
- 昭和52年（1977年）10月 正六位勲五等双光旭日章[11]。